# Grønholt Flyveplads
Grønholt Flyveplads er en flyveplads umiddelbart syd for Grønholt mellem Hillerød og Fredensborg i Nordsjælland. 
Den har PPR, det vil sige et begrænset antal starter og landinger om året, og der kræves forudgående tilladelse før enhver landing. Der kan ansøges om tilladelse online via Grønholt Flyveplads website og for hver landingstilladelse betales et PPR gebyr.
Landingsbanen ligger 11-29 og er orienteret henholdsvis 106 grader og 286 grader. Den er er ca. 1 km lang og 18 meter bred, men i meget dårlig stand med store huller i asfalten og er i stort omfang med begroninger fra ukrudt. Der er også taxiveje, men disse er ude af brug for tiden grundet dårlig vedligeholdelse. Hvis man letter fra bane 11, vil man efter starten få en imponerende udsigt over Esrum Sø med omgivelser.
Grønholt Flyveplads blev anlagt i 1940 på en del af Hegnsholts jord og fik asfaltbane i 1962.

## Eksterne henvisning
- - Grønholt Flyveplads officielle website Arkiveret 24. marts 2020 hos  Wayback Machine

| Luftfart | Spire Denne artikel om flyvning er en spire som bør udbygges. Du er velkommen til at hjælpe Wikipedia ved at udvide den. |

55°56′24.11″N 12°22′45.15″Ø / 55.9400306°N 12.3792083°Ø